# Valdemeca
Valdemeca è un comune spagnolo di 91 abitanti situato nella comunità autonoma di Castiglia-La Mancia.